# Meelis Aasmäe
Meelis Aasmäe (* 13. Juni 1972 in Hellenurme, Landgemeinde Palupera, damals Estnische SSR, Sowjetunion) ist ein estnischer Skilanglauf- und Biathlontrainer und ehemaliger Skilangläufer. Aasmäe wurde 1998 und 2000 estnischer Meister über 50 Kilometer klassisch.

## Karriere als aktiver Sportler
Seinen ersten internationalen Wettkampf bestritt Aasmäe im Alter von 23 Jahren im Skilanglauf-Continental-Cup. Über 10 Kilometer Freistil belegte er im November 1995 im norwegischen Savalen den 75. Platz. In der darauffolgenden Saison sicherte er sich mit Platz 28. beim Continental-Cup über 10 Kilometer klassisch im finnischen Kittilä den Start bei der Nordischen Skiweltmeisterschaft in Trondheim, wo er beim Sieg des Finnen Mika Myllylä über 50 Kilometer klassisch den 57. Platz erreichte. 1997 gewann er den Tartu Complex Event, eine Wettkampfserie bestehend aus vier Wettkämpfen in verschiedenen Ausdauersportarten – Tartu Maraton (Skilanglauf), Tartu-Lauf-Marathon (Laufsport), Tartu-Straßenradrennen (Straßenradrennen) und Tartu Rad-Marathon (Mountainbike-Marathon).
Ein Jahr später hatte er seinen ersten Einsatz im Skilanglauf-Weltcup. Im norwegischen Beitostølen konnte er sich mit Platz 110 über 10 Kilometer klassisch jedoch nur im hinteren Starterfeld platzieren. Bei seinem zweiten Einsatz im Weltcup im russischen Kawgolowo wurde er 45. über die Distanz von 30 Kilometern Freistil. Bei den Olympischen Winterspielen 1998 im japanischen Nagano startete Aasmäe über 30 Kilometer klassisch, wo er den 52. Platz belegte. In der Saison 1998/99 gewann er beim Weltcup im estnischen Otepää seine ersten Weltcup-Punkte. Vor heimischen Publikum belegte er den 29. Platz über 10 Kilometer klassisch. Seine beste Platzierung bei der Nordischen Skiweltmeisterschaft 1999 im österreichischen Ramsau war ebenfalls ein 29. Platz über 30 Kilometer Freistil. Über 10 Kilometer klassisch wurde er 54. Im darauffolgenden Verfolgungswettbewerb über 25 Kilometer Freistil verbesserte er sich auf den 41. Platz. Mit der estnischen Staffel belegte er den zehnten Platz. Zusammen mit Pavo Raudsepp belegte er in Vantaa beim Teamsprint, der am Rande des Weltcups in Lahti ausgetragen wurde und zum damaligen Zeitpunkt noch nicht zum Weltcup-Programm gehörte, den zweiten Platz.
Auch in folgenden Jahren war Aasmäe fester Bestandteil der estnischen Nationalmannschaft, verfehlte bei Weltcup-Wettbewerben jedoch mit Top40-Platzierungen weitere Weltcuppunkte. Bei der Nordischen Skiweltmeisterschaft 2001 im finnischen Lahti erreichte er beim Sieg seines Landsmannes Andrus Veerpalu mit Platz 25. über 30 Kilometer klassisch sein bestes Karriereresultat bei einer internationalen Meisterschaft. Über 50 Kilometer Freistil würde er 26. und 33. über 15 Kilometer klassisch. Mit der estnischen Staffel belegte er den siebenten Platz. 2002 nahm Aasmäe an seinen zweiten Olympischen Winterspielen teil. In Salt Lake City startete er in den Wettbewerben der klassischen Technik. Über 15 Kilometer wurde er 40. und über 50 Kilometer 48. Wie bei den Weltmeisterschaften 1999 und 2001 wurde Aasmäe auch im Staffelwettbewerb eingesetzt. Startläufer Raul Olle übergab an neunter Stelle liegend an den Olympiasieger über 15 Kilometer klassisch Andrus Veerplau, der die estnische Staffel auf den dritten Platz verbessern konnte. Zur Überraschung Vieler konnte der Bronzemedaillengewinner über 15 Kilometer klassisch Jaak Mae auch in der freien Technik überzeugen und übergab weiterhin an dritter Stelle liegend an Aasmäe. Aasmäe konnte jedoch den Schlussläufern der anderen Nationen nicht folgen und verlor über 3 Minuten auf die siegreiche Staffel aus Norwegen. Die estnische Staffel belegte am Ende den neunten Platz. Bei der Nordischen Skiweltmeisterschaft 2003 im italienischen Val di Fiemme wurde er 44. über 30 Kilometer klassisch (Massenstart) und 57. über 15 Kilometer klassisch.
In den darauffolgenden Jahren startete Aasmäe nur noch bei Weltcupwettbewerben im heimischen Otepää. Seit 2004 nahm er am Skilanglauf-Marathon-Cup teil. Im schwedischen Mora belegte er 2004 beim Wasalauf über die Distanz von 90 Kilometern klassisch den elften Platz. Ein Jahr später wurde er über 70 Kilometer klassisch in Val di Fiemme 19. und gewann den zur Worldloppet-Serie gehörenden Finlandia-hiihto über 60 Kilometer klassisch. 2006 wurde er beim Wasalauf Zehnter und siegte beim Tallinner Skimarathon. In seiner letzten Saison 2007 folgten ein 26. beim La Sgambeda in Livigno, ein 27. Platz in Val di Fiemme und ein 24. Platz beim König-Ludwig-Lauf in Oberammergau.

## Trainerkarriere
Nach seiner aktiven Laufbahn ist Aasmäe als Langlauftrainer im Biathlon tätig und gehört seit der Saison 2007/08 zum Betreuerstab der estnischen Biathlon-Nationalmannschaft. Seit der Saison 2011/12 ist er des Weiteren hauptverantwortlicher Trainer der estnische Biathletin Kadri Lehtla, die seit diesem Zeitpunkt außerhalb der estnischen Nationalmannschaft trainiert und ihre Resultate im Weltcup verbessern und stabilisieren konnte.